# NGC 7454
NGC 7454 é uma galáxia elíptica (E4) localizada na direcção da constelação de Pegasus. Possui uma declinação de +16° 23' 21" e uma ascensão recta de 23 horas, 01 minutos e 06,6 segundos.
A galáxia NGC 7454 foi descoberta em 15 de Outubro de 1784 por William Herschel.